# Das Erbe (Munch)
Das Erbe (Norwegisch: Arv; 1897–1899) ist ein Ölgemälde des norwegischen Malers Edvard Munch (1863–1944). Es zeigt eine Mutter mit Syphilis, die ihr Kind in den Armen hält. Munch fertigte das Bild nach seinem Besuch im Hôpital Saint-Louis in Paris an, wo er eine junge Frau beobachtete, die um ihr Kind mit dieser Krankheit weinte.
Die kritische Reaktion auf das Bild ließ nicht auf sich warten; zu dieser Zeit war es unerhört, sexuell übertragbare Erkrankungen in der Öffentlichkeit zu thematisieren. Hinzu kam, dass der Künstler eine Parodie des Bildtyps Maria mit dem Kind darstellte.

## Hintergrund
Edvard Munch machte von frühester Jugend an Erfahrungen mit Krankheit und Tod. Im Alter von 33 Jahren starb 1868 Munchs Mutter an Tuberkulose, als er gerade fünf Jahre alt war. 1877 starb seine ältere Schwester Sophie mit 15 Jahren an derselben Krankheit. Zwölf Jahre später starb sein Vater. Munch war als Kind schwächlich und häufig krank, seine Kinder- und Jugendzeit wurde von einer beständigen Todesangst überschattet. Er äußerte sich später: „In meinem Elternhaus hausten Krankheit und Tod. Ich habe wohl nie das Unglück von dort überwunden. Es ist auch für meine Kunst bestimmend gewesen.“ Munchs früheste künstlerische Verarbeitung des Todes seiner Schwester Sophie und seiner eigenen Todesangst war das Motiv Das kranke Kind, mit dem er 1885/86 ein Jahr lang bis zu seiner Fertigstellung rang und das er in regelmäßige Abständen neu malte. Zu den Bildern mit Krankheits- oder Todesthematik in seinem Lebensfries gehören Der Tod im Krankenzimmer (1893), Am Sterbebett (1895) und Das Kind und der Tod (1899).

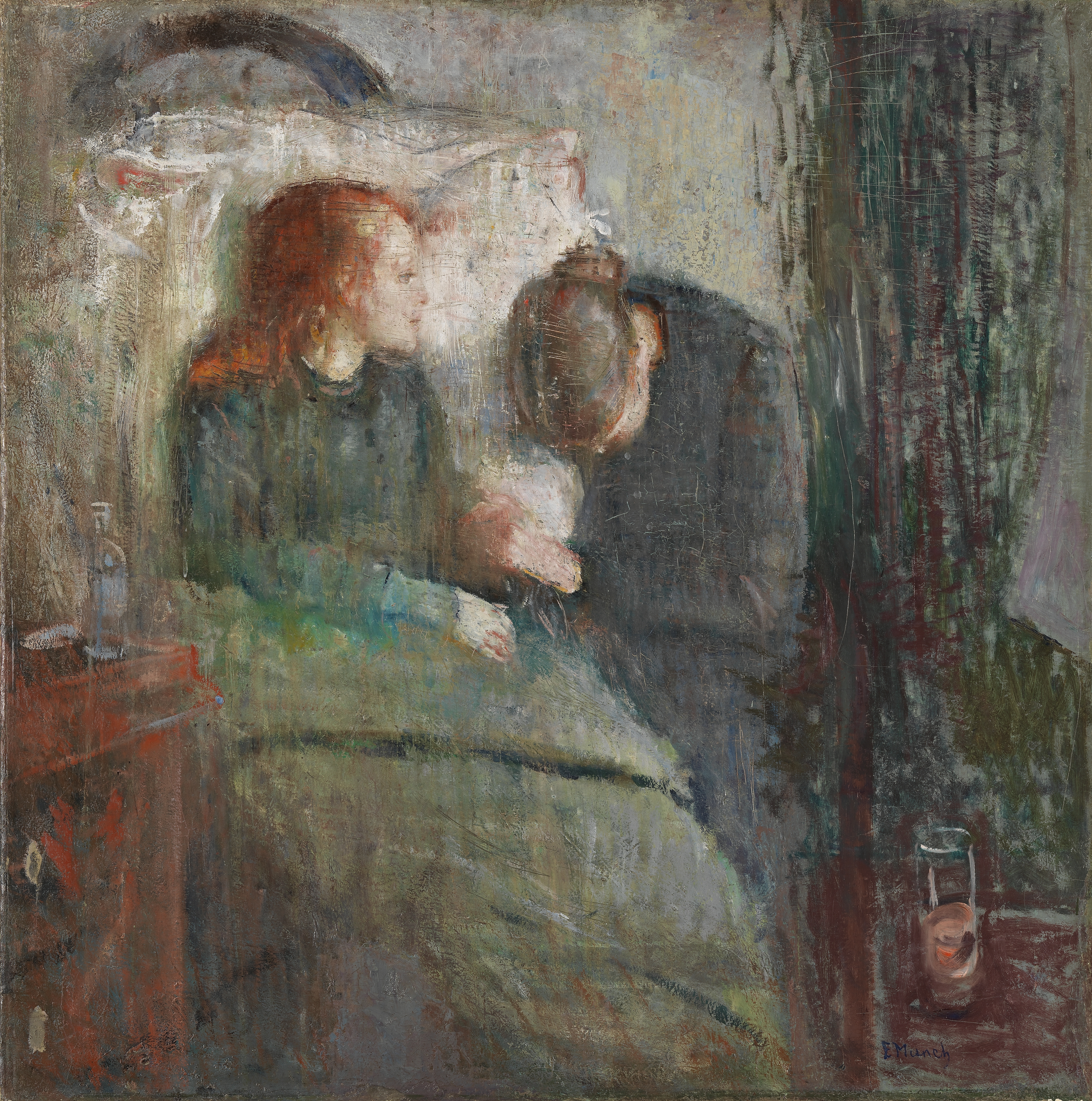
Das kranke Kind (1885/86), Öl auf Leinwand, 119,5 cm × 118,5 cm, Norwegische Nationalgalerie Oslo
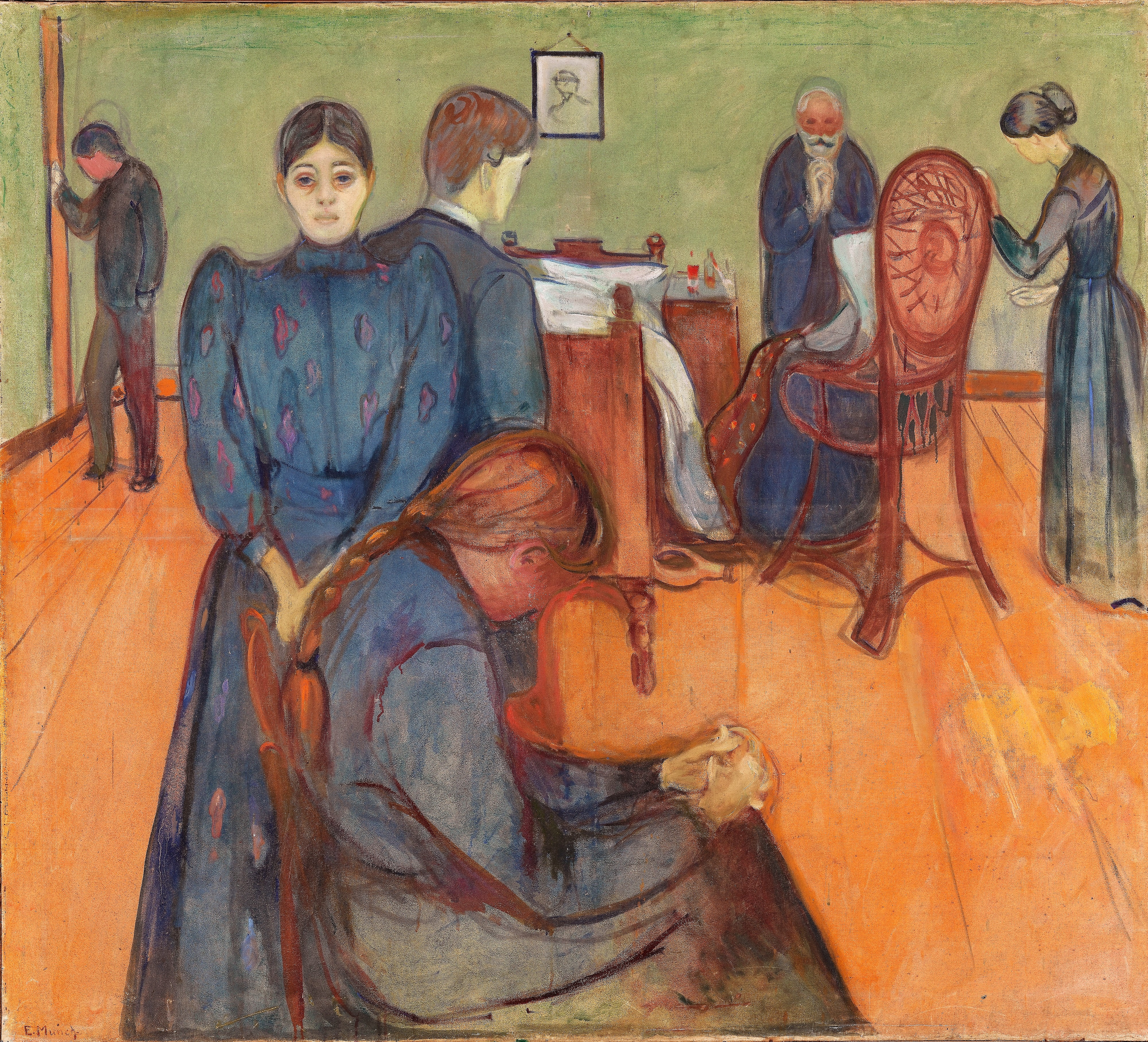
Der Tod im Krankenzimmer (1893), Tempera auf Leinwand, 152,5 × 169,5 cm, Norwegische Nationalgalerie Oslo
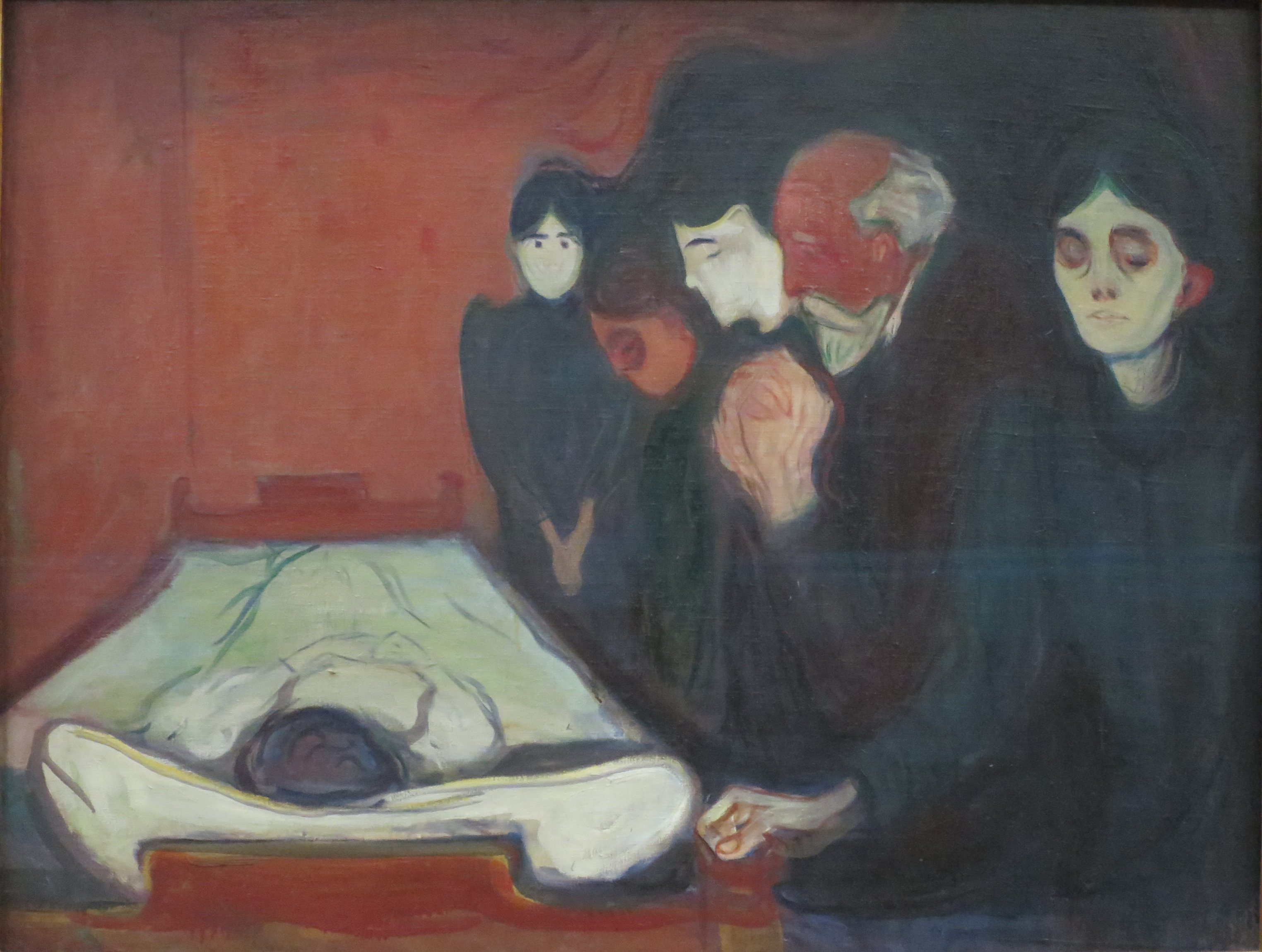
Am Sterbebett (1895), Öl auf Leinwand, 90 × 120,5 cm, Kunstmuseum Bergen
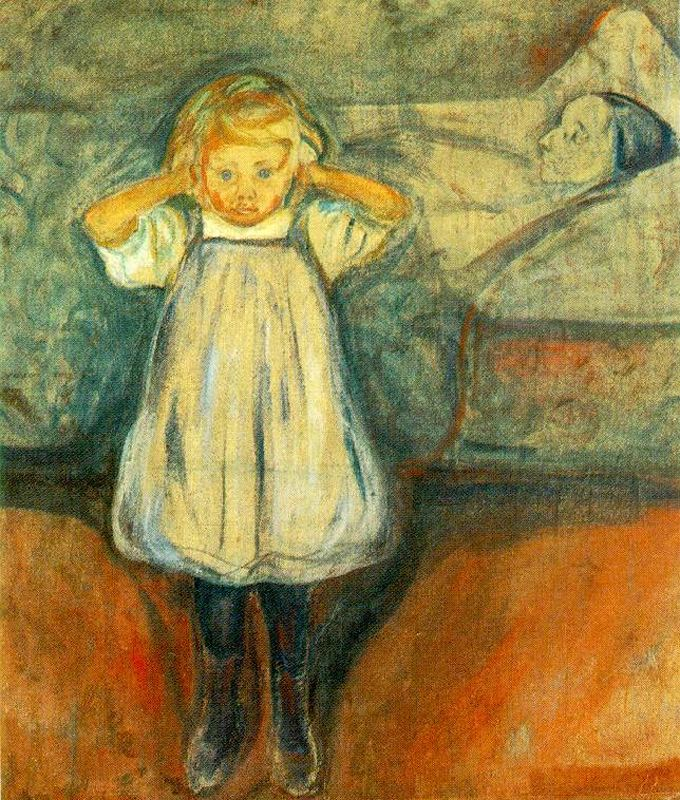
Das Kind und der Tod (1899), Öl auf Leinwand, 100 × 90 cm, Kunsthalle Bremen

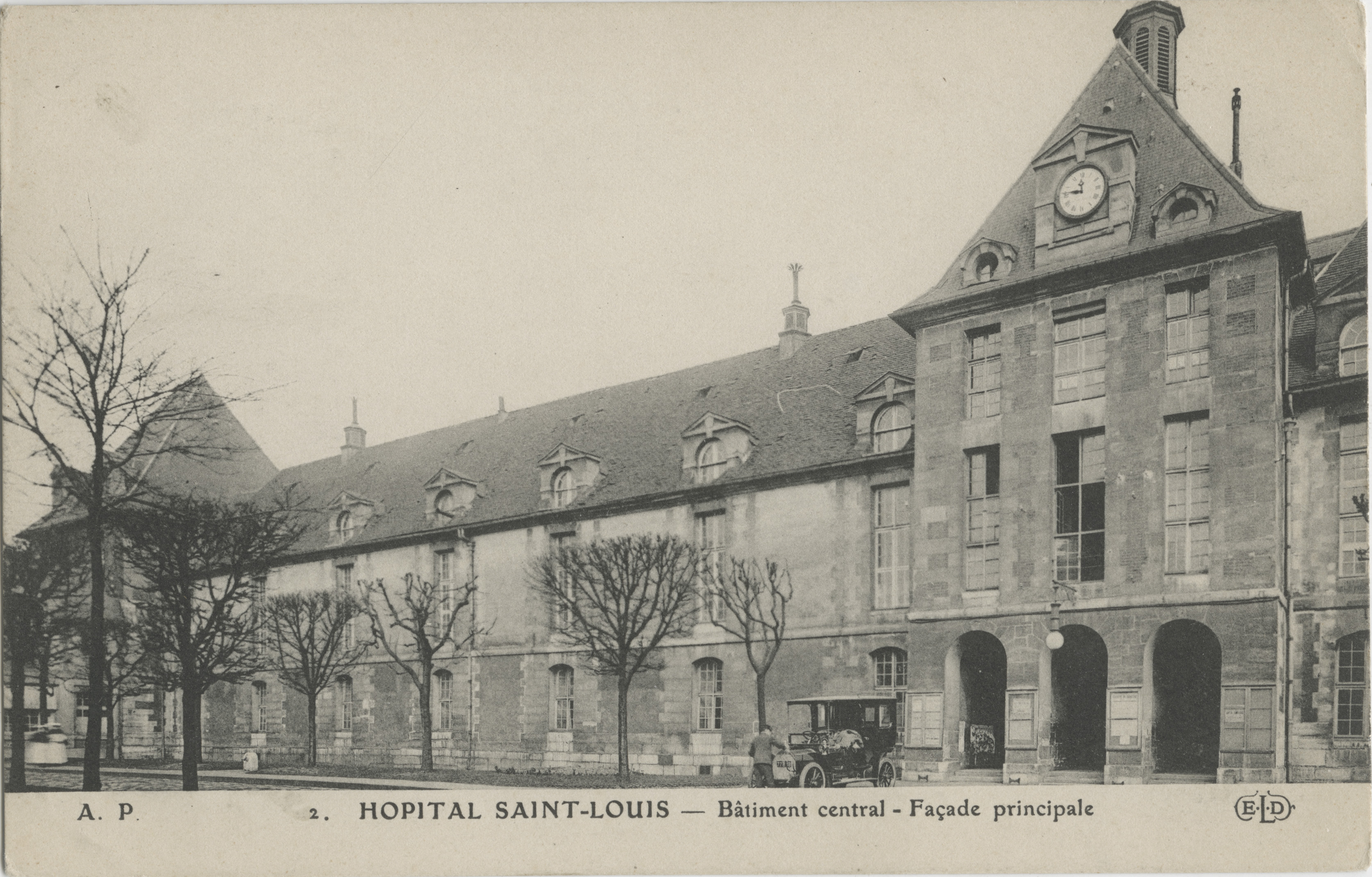
Hôpital Saint-Louis in Paris

Nach Munchs eigenen Angaben entstand Das Erbe nach einem emotionalen Besuch im Pariser Krankenhaus Hôpital Saint-Louis. Das Bild einer Mutter mit ihrem an Syphilis erkrankten Kind in ihrem Schoß beschrieb Munch selbst als „hochmoralisch“ und eine „wahrhaftige Botschaft des Leids“, das er im Stil eines Posters mit nicht-naturalistischen Elementen umsetzte, die eher einer religiösen Ikonografie zu entstammen scheinen, um im Betrachter dasselbe Pathos zu erzeugen, das er selbst im Krankenhaus verspürt hatte. Eine Bleistiftzeichnung aus den Jahren 1893–94 zeigt allerdings, das Munch das Motiv schon viel früher im Kopf hatte. Der norwegische Maler Alfred Hauge, mit dem Munch 1897 ein Atelier teilte, schrieb im selben Jahr an einen Freund, dass Munch die Gelegenheit erhalten habe, in einem Pariser Krankenhaus (vermutlich das Hôpital Saint-Louis) Zeichnungen von Syphiliskranken anzufertigen.

## Rezeption
In der französischen Tageszeitung Paris encyclopédique (möglicherweise vom 17. September 1898) erschien eine positive Vorabbesprechung des noch in Arbeit befindlichen Bildes, das der Rezensent in Munchs Atelier gesehen hatte. Er verglich Munch mit Goya und Callot, die auch zeitweise „Maler der Häßlichkeit“ gewesen seien. Das Erbe zeige Munch „als einen Maler, der von der Wirkung der Farben fasziniert ist und eine Leidenschaft für alle traurigen Tableaus hegt, die eine bisweilen satirische, oft tragische Interpretation der Wirklichkeit beinhalten“.
Arne Eggum spekuliert, dass Munch nach dieser positiven Rezension geglaubt habe, Paris sei reif für eine Ausstellung des Bildes. Bei der 19. Ausstellung der Société des Artistes Indépendants im Jahr 1902 war Munch mit acht Bildern vertreten, darunter Madonna und Mädchen auf der Brücke, doch die größte Aufmerksamkeit erhielt Das Erbe, damals noch unter dem Titel La Mère ausgestellt. Munch schrieb in einem Brief an Max Linde: „Mein Syphilis-Kind wurde in einem Extraraum aufgehängt und erregte einen großartigen succsess de rire [sic] – der Raum war die ganze Zeit voll mit Menschen, die schrien und lachten.“
Der zeitgenössische Kunstkritiker Félicien Fagus, der andere Bilder wie Madonna lobte, sprach in La Revue blanche von „unglaublichen Fehlgriffen (diese Mutter, die auf ihrem Schoß ein Gelatinfötus von der Farbe eines Leichentuches hält)“. Das Autorenduo Marius-Ary Leblond urteilte in La Grande France hingegen positiver. Sie sahen Munch in der „spirituelle[n] Farbwahl bei phantastischen Bildthemen“ auf der Spur von chinesischer Malerei und beschrieben Das Erbe als „La réalisme à la Hokusai“ (Realismus im Stil von Hokusai): „Diese künstliche Röte von Medikamenten zur äußerlichen Anwendung, das ausgezehrte, karmesinrote Gesicht der Mutter…“

## Versionen und künstlerische Verarbeitungen
Viele seiner zentralen Bildmotive setzte Munch in mehreren Gemälden oder Druckgrafiken um, er rang oft über viele Jahre mit ein und demselben Motiv, für das er immer neue, gültigere Darstellungen suchte. So malte Munch auch Das Erbe in den Jahren 1905/06 in einer zweiten Version in etwas kleinerem Format und fertigte eine Lithografie des Motivs an, die auf das Jahr 1916 geschätzt wird.
Die russische Malerin Marianne von Werefkin griff in mehreren ihrer Bilder Vorlagen von Munch auf. So geht auch ihr im Jahre 1909 entstandenes Tempera-Gemälde Zwillinge offensichtlich auf die Komposition von Das Erbe zurück.

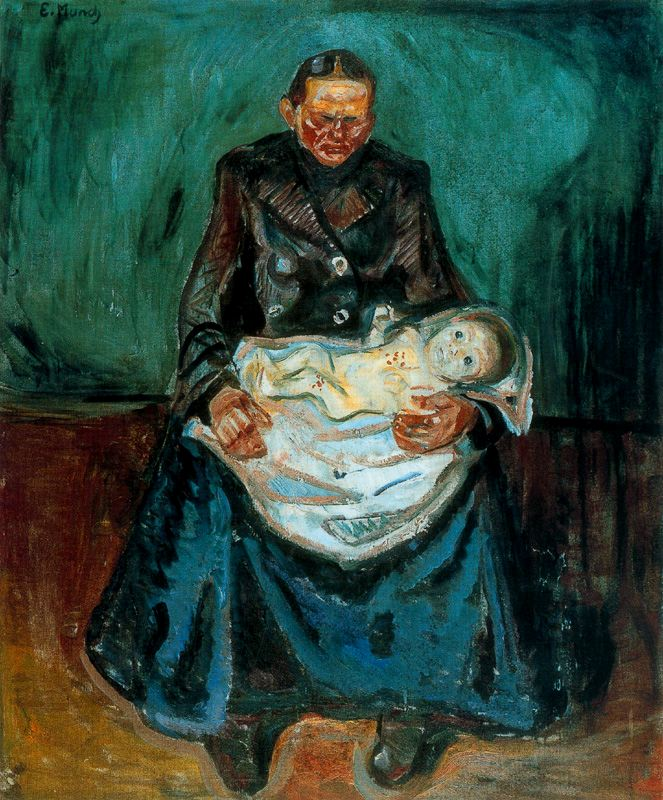
Edvard Munch: Das Erbe (1905–06), Öl auf Leinwand, 120,5 × 100 cm, Munch-Museum Oslo
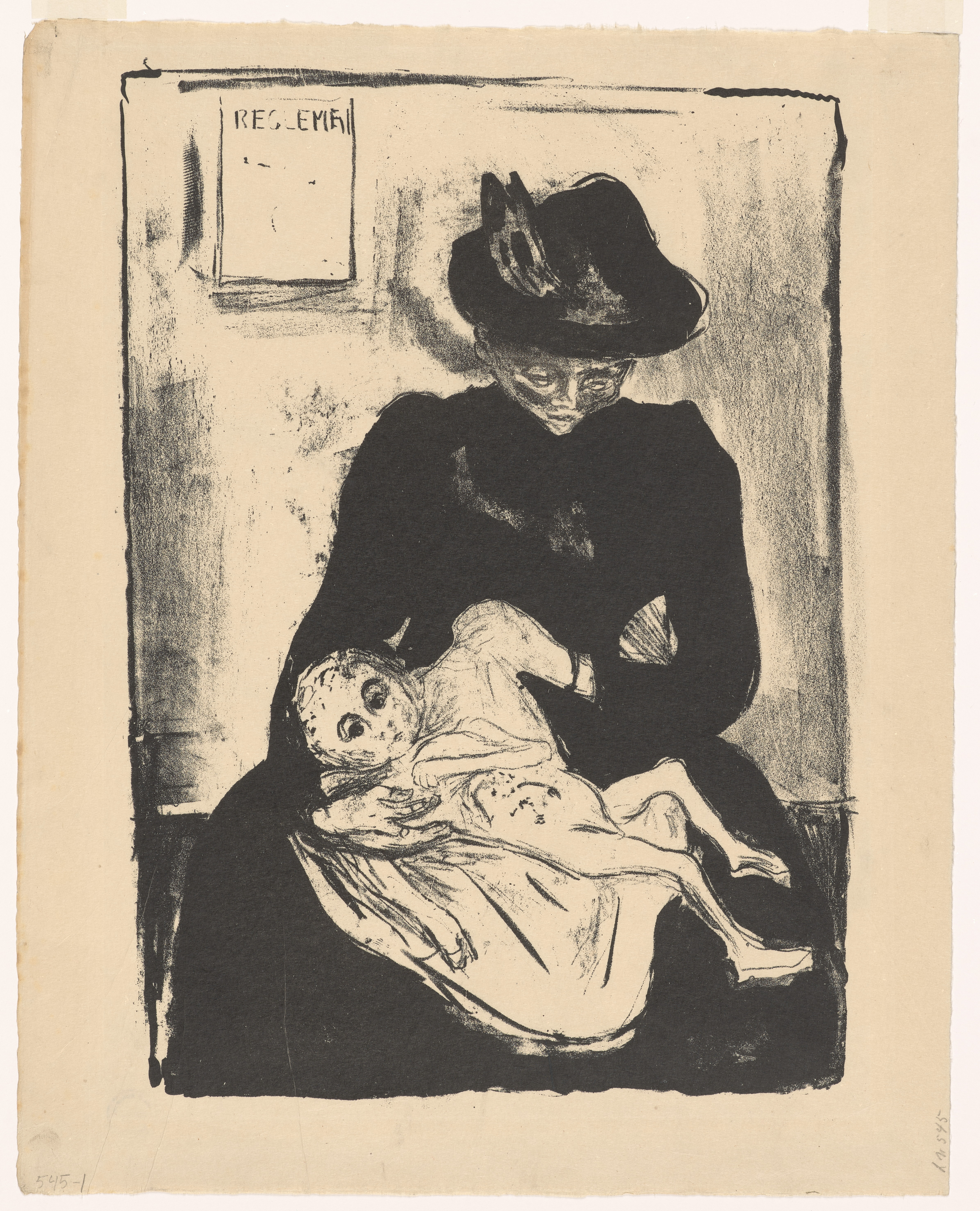
Edvard Munch: Das Erbe (1916?), Lithografie, 43 × 31 cm, Munch-Museum Oslo
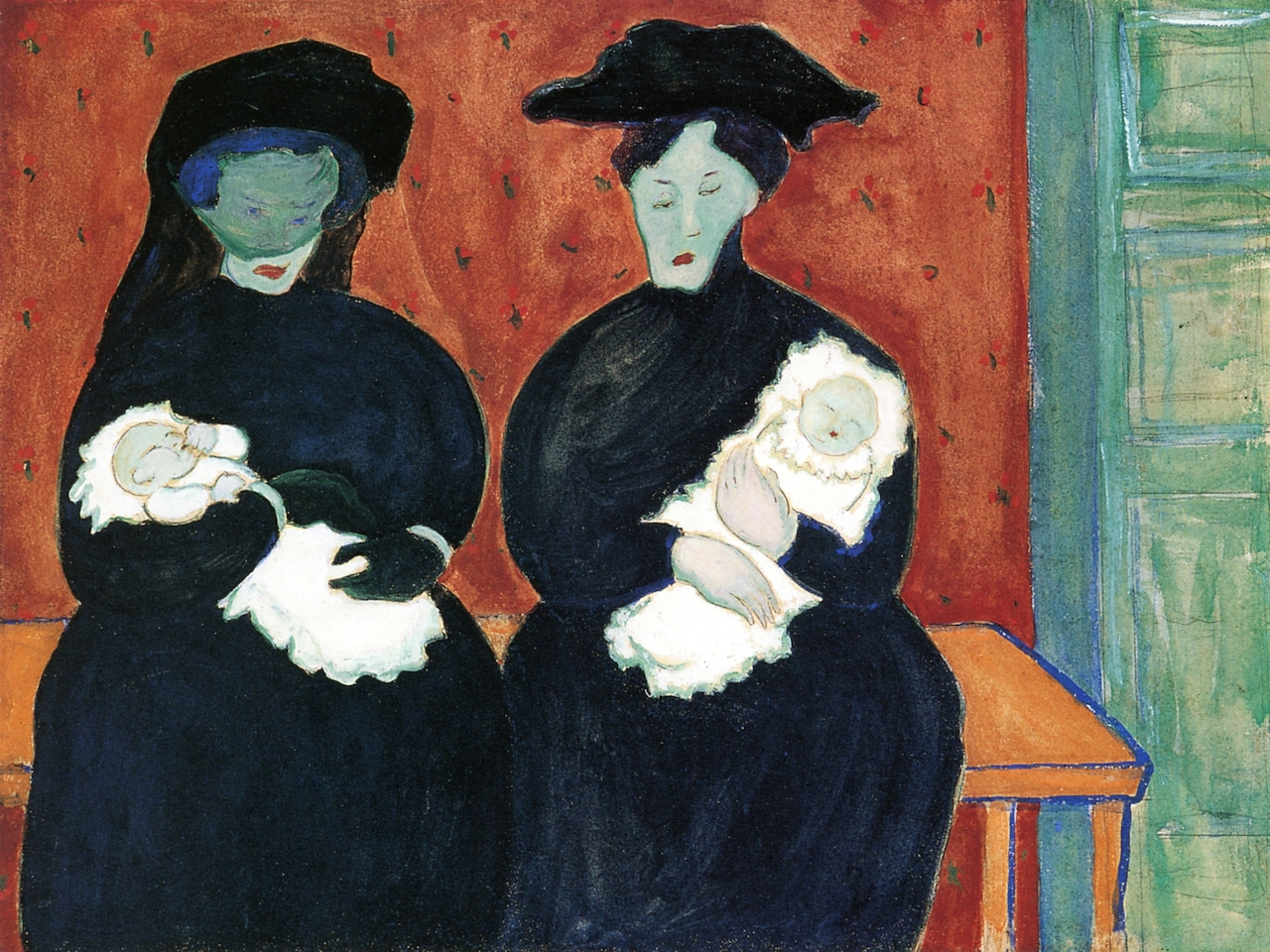
Marianne von Werefkin: Zwillinge (1909), Tempera auf Karton, 27,5 × 36,5 cm, Museo comunale d’arte, Ascona